# Giải bóng đá U-22 Quốc gia 1997
Giải bóng đá U-22 Quốc gia 1997, tên gọi chính thức là Giải bóng đá U-22 Quốc gia – Cúp Báo Thanh Niên 1997 (hay Cúp bóng đá trẻ U-22 báo Thanh Niên 1997) là mùa giải đầu tiên của Giải bóng đá U-22 Quốc gia do Liên đoàn bóng đá Việt Nam (VFF) phối hợp với báo Thanh Niên tổ chức. Giải đấu được tổ chức từ ngày 30 tháng 5 đến ngày 12 tháng 6 năm 1997 tại Hà Nội với sự tham gia của 8 đội bóng.
Câu lạc bộ Quân đội đã đoạt chức vô địch đầu tiên trong lịch sử giải đấu sau khi đánh bại Thành phố Hồ Chí Minh 2–1 trong trận chung kết trên sân vận động Hàng Đẫy, thủ đô Hà Nội.

## Các đội bóng
Giải đấu này không có vòng loại, tất cả các đội đều được mời tham dự. Tám đội bóng sau đây đã tham gia giải đấu.
| - Câu lạc bộ Quân đội - Hà Nội - Hải Phòng - Sông Lam Nghệ An | - Gia Lai - Bình Dương - Thành phố Hồ Chí Minh - Đồng Tháp |

## Thể thức thi đấu
Giải đấu diễn ra theo thể thức loại trực tiếp, trong đó vòng tứ kết bao gồm hai lượt trận, bán kết và chung kết chỉ có một lượt trận. Đội thắng trong trận chung kết sẽ là đội vô địch, hai đội thua ở bán kết được coi là đồng giải ba.
Lễ bốc thăm xếp lịch thi đấu đã diễn ra vào ngày 23 tháng 4 năm 1997 tại Hà Nội.

## Địa điểm
Các trận đấu của giải diễn ra tại hai sân vận động: sân vận động Hà Nội và sân vận động Cột Cờ, cùng đặt tại Hà Nội.
| Hà NộiGiải bóng đá U-22 Quốc gia 1997 (Việt Nam) | Hà Nội              | Hà Nội              |
| ------------------------------------------------ | ------------------- | ------------------- |
| Hà NộiGiải bóng đá U-22 Quốc gia 1997 (Việt Nam) | Sân vận động Hà Nội | Sân vận động Cột Cờ |
| Hà NộiGiải bóng đá U-22 Quốc gia 1997 (Việt Nam) | Sức chứa: 25.000    | Sức chứa: 6.000     |
| Hà NộiGiải bóng đá U-22 Quốc gia 1997 (Việt Nam) |                     |                     |

## Vòng tứ kết

### Các cặp đấu
| Đội 1      | TTS | Đội 2                 | Lượt đi | Lượt về |
| ---------- | --- | --------------------- | ------- | ------- |
| Bình Dương | 3–2 | Hà Nội                | 2–0     | 1–2     |
| Gia Lai    | 2–5 | Câu lạc bộ Quân đội   | 0–1     | 2–4     |
| Đồng Tháp  | 5–2 | Sông Lam Nghệ An      | 4–2     | 1–0     |
| Hải Phòng  | 1–4 | Thành phố Hồ Chí Minh | 0–3     | 1–1     |

### Các trận đấu

#### Lượt đi
| Bình Dương                                  | 2–0      | Hà Nội |
| ------------------------------------------- | -------- | ------ |
| - Nguyễn Đức Mạnh 40' - Nguyễn Quốc Lân H2' | Chi tiết |        |

| Gia Lai | 0–1      | Câu lạc bộ Quân đội |
| ------- | -------- | ------------------- |
|         | Chi tiết | Đặng Phương Nam H2' |

| Đồng Tháp                                                                | 4–2      | Sông Lam Nghệ An                                                     |
| ------------------------------------------------------------------------ | -------- | -------------------------------------------------------------------- |
| - Trần Duy Quang 2', 70' - Nguyễn Trung Vĩnh 44' - Nguyễn Minh Nghĩa 72' | Chi tiết | - Võ Đức Long 17' (ph.đ.) - Hoàng Trọng Trung 30' - Chu Hồng Sơn 68' |

| Hải Phòng | 0–3      | Thành phố Hồ Chí Minh                                             |
| --------- | -------- | ----------------------------------------------------------------- |
|           | Chi tiết | - Đỗ Văn Hùng 32' - Phùng Thanh Phương 76' - Dương Minh Cường 90' |

#### Lượt về
| Hà Nội  | 2–1      | Bình Dương          |
| ------- | -------- | ------------------- |
| H1' H1' | Chi tiết | Nguyễn Đức Mạnh 69' |

Bình Dương thắng với tổng tỷ số 3–2.
| Câu lạc bộ Quân đội | 4–2 | Gia Lai |
| ------------------- | --- | ------- |
| - Thạch Bảo Khanh   |     |         |

Câu lạc bộ Quân đội thắng với tổng tỷ số 5–2.
| Sông Lam Nghệ An | 0–1 | Đồng Tháp             |
| ---------------- | --- | --------------------- |
|                  |     | Nguyễn Trung Vĩnh 36' |

Đồng Tháp thắng với tổng tỷ số 5–2.
| Thành phố Hồ Chí Minh | 1–1      | Hải Phòng |
| --------------------- | -------- | --------- |
| (ph.đ.)               | Chi tiết | (ph.đ.)   |

Thành phố Hồ Chí Minh thắng với tổng tỷ số 4–1.

## Vòng bán kết
| Câu lạc bộ Quân đội | 5–0      | Bình Dương |
| ------------------- | -------- | ---------- |
|                     | Chi tiết |            |

| Đồng Tháp         | 0–0 (s.h.p.) | Thành phố Hồ Chí Minh |
| ----------------- | ------------ | --------------------- |
|                   | Chi tiết     |                       |
| Loạt sút luân lưu |              |                       |
|                   | 6–7          |                       |

## Trận chung kết
| Câu lạc bộ Quân đội                           | 2–1                     | Thành phố Hồ Chí Minh |
| --------------------------------------------- | ----------------------- | --------------------- |
| - Trương Việt Hoàng 75' - Nguyễn Minh Đức 83' | Chi tiết Chi tiết (VFF) | Dương Minh Cường 43'  |

## Thống kê

### Vô địch
| Vô địch Giải bóng đá U-22 Quốc gia 1997 |
| --------------------------------------- |
| Câu lạc bộ Quân đội Lần thứ 1           |

### Các giải thưởng
Các giải thưởng dưới đây đã được trao sau khi giải đấu kết thúc:
| Vua phá lưới                          | Cầu thủ xuất sắc nhất                | Thủ môn xuất sắc nhất        | Giải phong cách |
| ------------------------------------- | ------------------------------------ | ---------------------------- | --------------- |
| Đặng Phương Nam (Câu lạc bộ Quân đội) | Lê Kim Phụng (Thành phố Hồ Chí Minh) | Nguyễn Văn Cường (Đồng Tháp) |                 |

### Đội hình tiêu biểu
Đội hình tiêu biểu của giải đấu, do ban tổ chức bình chọn, là đội hình gồm những cầu thủ thi đấu ấn tượng nhất tại các vị trí được chọn lựa trong giải đấu.
| Cầu thủ                      | Cầu thủ | Cầu thủ                                | Cầu thủ | Cầu thủ                                 | Cầu thủ  | Cầu thủ                                  |
| Thủ môn                      | Hậu vệ  | Hậu vệ                                 | Tiền vệ | Tiền vệ                                 | Tiền đạo | Tiền đạo                                 |
| ---------------------------- | ------- | -------------------------------------- | ------- | --------------------------------------- | -------- | ---------------------------------------- |
| Nguyễn Văn Cường (Đồng Tháp) | LB      | Nguyễn Đức Thắng (Câu lạc bộ Quân đội) | LM      | Nguyễn Văn Tuấn (Đồng Tháp)             | LW       | Thạch Bảo Khanh (Câu lạc bộ Quân đội)    |
| Nguyễn Văn Cường (Đồng Tháp) | CB      | Nguyễn Mạnh Dũng (Câu lạc bộ Quân đội) | CM      | Trương Việt Hoàng (Câu lạc bộ Quân đội) | CF       | Nguyễn Đức Mạnh (Bình Dương)             |
| Nguyễn Văn Cường (Đồng Tháp) | CB      | Nguyễn Hải Long (Câu lạc bộ Quân đội)  | RM      | Lê Kim Phụng (Thành phố Hồ Chí Minh)    | RW       | Dương Minh Cường (Thành phố Hồ Chí Minh) |
| Nguyễn Văn Cường (Đồng Tháp) | RB      | Lê Quang Trãi (Đồng Tháp)              | RM      | Lê Kim Phụng (Thành phố Hồ Chí Minh)    | RW       | Dương Minh Cường (Thành phố Hồ Chí Minh) |

### Cầu thủ ghi bàn
Đã có 32 bàn thắng ghi được trong 11 trận đấu, trung bình 2.91 bàn thắng mỗi trận đấu.